# マッチポイント (映画)
『マッチポイント』（Match Point）は、2005年公開のイギリスの映画。ウディ・アレン監督・脚本。アレン36本目の監督作、また本人が出演していない10本目の作品。
アレンは2005年のアカデミー脚本賞にノミネートされた。

## あらすじ
アイルランド出身のプロテニス選手のクリス（ジョナサン・リース＝マイヤーズ）は、自分のキャリアに限界を感じ、人生を変えたいと野心を秘めるようになる。そんな彼がロンドンのあるテニスクラブで教えるようになり、ハンサムな上流階級出のトム（マシュー・グッド）と親しくなったことがきっかけで、トムの裕福な家族とも交友を深め始め、オペラ鑑賞などにも誘われるようになる。そのうちクリスはトムの妹クロエ（エミリー・モーティマー）と付き合うようになるが、一方でトムのフィアンセで、アメリカからやって来た女優志望のノラ（スカーレット・ヨハンソン）にも強く惹かれてゆく。クリスはクロエと結婚し、養父の会社に就職、義父に与えられた職を無難にこなし、テムズ川に臨む豪華な新居を構える。トムはノラと別れ別の女性と結婚する。ノラはアメリカへ一時帰国するが、再びロンドンに戻ってきたところで偶然クリスに再会する。クリスとノラは密会を重ね、不妊治療を受けるクロエを尻目にノラはクリスの子を妊娠する。ノラはクリスにクロエと別れ自分の子に責任を持つように迫り、次第に要求が高じてクリスの勤務先にまで押しかけるようになる。一計を案じたクリスは、義父のショットガンを持ち出し、ノラのアパートに住む隣人を銃殺し、薬物売人の物盗り事件を偽装する。その上で、ノラの帰宅を待ち伏せ、帰ってきたノラをも銃殺する。警察はノラが付けていた日記を頼りにクリスを参考人として聴取するが、不倫を隠していたこと以外に怪しい点は見つからず、クリスは警察を後にする。翌日、ノラの死亡を新聞報道で知ったクロエやトムは大いに驚き、その死を家族中で話題にするが、真犯人のクリスは平静を装う。捜査を担当する刑事の1人がクリスが犯人であるとの夢を見て、クリスには動機があるとしてその線で捜査を進めようとする。しかし、薬物売人が殺害される事件が発生し、被害者のポケットからノラの隣人がはめていた指輪が見つかったことで、ノラらの殺害事件はその被害者が真犯人だったとして片付けられる。指輪はクリスが警察に出頭する直前、テムズ川に向かって投げ入れたと思ったものが、手すりに当たって道路に跳ね返ったものを偶然薬物売人が手に入れたのである。クリスの自宅にトムや義父が生まれたばかりの赤ん坊をお披露目に来て、ようやく妊娠がわかったクロエがクリスとの子の誕生を楽しみにクリスに語りかける。浮かぬ顔のクリスが窓越しにテムズ川を眺めている。

## キャスト
※括弧内は日本語吹き替え
- クリス・ウィルトン - ジョナサン・リース＝マイヤーズ（内田夕夜）
- ノラ・ライス - スカーレット・ヨハンソン（北西純子）
- トム・ヒューイット - マシュー・グッド（髙階俊嗣）
- クロエ・ヒューイット - エミリー・モーティマー（安藤麻吹）
- アレックス・ヒューイット - ブライアン・コックス（稲垣隆史）
- エレノア・ヒューイット - ペネロープ・ウィルトン
- ダウド捜査官 - ユエン・ブレムナー

## 作品解説
彼の作品では初めてロンドンが舞台になり、全編ロンドンで撮影された。テート・モダン、30セント・メリー・アクス、リチャード・ロジャースのLloyd's building、ロイヤル・オペラ・ハウス、ウェストミンスター宮殿、Blackfriars Bridgeなど、多くのロンドン名所が登場する。また、バンクシーの作品"girl with balloon"もクリスが指輪を投げ捨てるシーンの直前にちらりと出てくる。
話の構成は、金持ちの娘と結ばれるために妊娠中の妻を殺す構成はセオドア・ドライサーの『アメリカの悲劇』から、テニスの選手が裕福な娘と結婚したいのに妊娠した為に別れてくれない妻に殺意を抱くのは映画「見知らぬ乗客」から、またアレン自身の映画「ウディ・アレンの重罪と軽罪」との類似点が見られ、劇中でクリスが読んでいるフョードル・ドストエフスキーの『罪と罰』は殺人を犯す伏線となっている。